# Bnei Yehoudah Tel Aviv Football Club
Maillots
Le Bnei Yehoudah Tel Aviv Football Club (en hébreu : בני יהודה תל אביב), plus couramment abrégé en Bnei Yehoudah, est un club israélien de football fondé en 1936 et basé à Hatikva, quartier de la ville de Tel Aviv-Jaffa.

## Historique
Le club est créé en janvier 1936 par Nathan Sulami et ses amis. Il est nommé d'après le patriarche Juda (hébreu: יהודה, Yehuda), parce que la décision de sa formation a lieu au cours de la semaine où la portion hebdomadaire de la Torah lue publiquement commençait par les mots «Alors Juda s'approcha de Joseph» - Genèse 44:18. 
Sulami et ses amis sont d'abord promus à la D1 israélienne en 1959. Deux saisons plus tard, ils évitent de justesse la relégation, terminant avant-derniers. En 1965, le club atteint la finale de la Coupe d’Israël pour la première fois, mais s'incline 2-1 contre le Maccabi Tel-Aviv. En 1968, ils atteignent de nouveau la finale, et battent le Hapoël Petah-Tikvah, ce qui  permet au club de remporter son premier trophée majeur.

## Bilan sportif

### Palmarès
| \| - Championnat d'Israël (1) : - Champion : 1989-90. - Coupe d'Israël (3) : - Vainqueur : 1967-68, 1980-81, 2016-17 et 2018-19. - Finaliste : 1964-65, 1977-78, 2005-06 et 2009-10. - Supercoupe d'Israël (1) : - Vainqueur : 1989-90. - Finaliste : 1967-68, 1980-81, 2016-17 et 2018-19. \| \| - Coupe de la Ligue israélienne (2) : - Vainqueur : 1991-92 et 1996-97. - Championnat d'Israël D2 (6) : - Champion : 1949-50, 1958-59, 1972-73, 1977-78, 1984-85 et 2014-15. \| |  | |
| - Championnat d'Israël (1) : - Champion : 1989-90. - Coupe d'Israël (3) : - Vainqueur : 1967-68, 1980-81, 2016-17 et 2018-19. - Finaliste : 1964-65, 1977-78, 2005-06 et 2009-10. - Supercoupe d'Israël (1) : - Vainqueur : 1989-90. - Finaliste : 1967-68, 1980-81, 2016-17 et 2018-19. |  | - Coupe de la Ligue israélienne (2) : - Vainqueur : 1991-92 et 1996-97. - Championnat d'Israël D2 (6) : - Champion : 1949-50, 1958-59, 1972-73, 1977-78, 1984-85 et 2014-15. |

## Personnalités du club

### Présidents
- Kfir Edri
- Moshe Damaio

### Entraîneurs
Le tableau suivant présente la liste des entraîneurs du club depuis 1951.
| Rang | Nom               | Période   |
| ---- | ----------------- | --------- |
| 1    | David Sulami      | 1951-1961 |
| 2    | Emmanuel Scheffer | 1961-1962 |
| 3    | Yosef Mirmovich   | 1962-1963 |
| 4    | Emmanuel Scheffer | 1963-1964 |
| 5    | Leo Koch          | 1964      |
| 6    | Israel Halivner   | 1964      |
| 7    | Ya'akov Grundman  | 1964-1965 |
| 8    | Isaac Glassman    | 1965-1966 |
| 9    | Ya'akov Grundman  | 1966-1968 |
| 10   | Zaki Oriental     | 1968      |
| 11   | Arie Radler       | 1968-1969 |
| 12   | Nahum Stelmach    | 1969-1970 |
| 13   | Ya'akov Grundman  | 1970-1971 |

| Rang | Nom                  | Période   |
| ---- | -------------------- | --------- |
| 14   | Dov Malis            | 1971-1972 |
| 15   | Zaki Oriental        | 1972      |
| 16   | Yehiel Moore         | 1972-1973 |
| 17   | Joseph Louanges      | 1973-1975 |
| 18   | Eli Fuchs            | 1975-1976 |
| 19   | Zvi Simple           | 1976-1977 |
| 20   | Ze'ev Seltzer        | 1977-1979 |
| 21   | Yehiel Moore         | 1979      |
| 22   | Shimon Ben-Jonathan  | 1979-1980 |
| 23   | Shlomo Scharf        | 1980-1983 |
| 24   | Ya'akov Grundman     | 1983-1984 |
| 25   | Leon Konstantinovski | 1984-1985 |
| 26   | Itzhak Schneor       | 1985-1987 |

| Rang | Nom                      | Période   |
| ---- | ------------------------ | --------- |
| 27   | David Schweitzer         | 1987-1988 |
| 28   | Ehud Ben Tuvim           | 1988      |
| 29   | S. Naphtali & G. Spiegel | 1989      |
| 30   | R. Levy & G. Spiegel     | 1989-1992 |
| 31   | R. Levy & A. Lewkowicz   | 1992-1993 |
| 32   | R. Levy                  | 1993-1994 |
| 33   | Nissim Bekhar            | 1994-1995 |
| 34   | Janos Stripe             | 1995      |
| 35   | R. Levy & Y. Grundman    | 1995-1997 |
| 36   | Vico Haddad              | 1997      |
| 37   | Ya'akov Grundman         | 1997-1998 |
| 38   | Rami Levy                | 1998-1999 |
| 39   | Giora Spiegel            | 1999      |

| Rang | Nom                              | Période             |
| ---- | -------------------------------- | ------------------- |
| 40   | G. Spiegel & Yehoshua Feigenbaum | 1999-2000           |
| 41   | Eli Ohana                        | 2000-2001           |
| 42   | Rami Levy                        | 2001                |
| 43   | Eli Ohana                        | 2001-2003           |
| 44   | Nitzan Shirazi                   | 2003-2007           |
| 45   | Eli Cohen                        | 2007-2008           |
| 46   | H. Shirazi & J. Asayag           | 2008                |
| 47   | Guy Luzon                        | 2008-2010           |
| 48   | Dror Kashtan                     | 2010-2011           |
| 49   | Yossi Abukasis                   | 2011-2012           |
| 50   | Dror Kashtan                     | 2012-2013           |
| 51   | Yossi Abukasis                   | 2013-2015           |
| 52   | Yossi Mizrahi                    | déc. 2015-2016      |
| 53   | Arik Benado                      | 2016-oct. 2016      |
| 54   | Yaakov Assayeg                   | oct. 2016-nov. 2016 |
| 55   | Nissan Yehezkel                  | déc. 2016-avr. 2017 |
| 56   | Kfir Edri                        | mai 2017-2017       |
| 57   | Yossi Abuksis                    | 2017-jan. 2020      |

### Joueurs

#### Joueurs emblématiques
- Liam Walker
- Kęstutis Ivaškevičius
- Viačeslavas Sukristovas